# Dustin Lynch
Dustin Charles Lynch (Tullahoma, 14 maggio 1985) è un cantautore statunitense.

## Biografia
Originario del Tennessee, inizia a suonare la chitarra fin da giovane e inizia la sua carriera nel 2011 firmando per la Broken Bow Records. Il suo singolo di debutto, Cowboys and Angels, è stato coscritto insieme a Josh Leo e Tim Nichols. Il suo primo album in studio, l'eponimo Dustin Lynch, è uscito nell'agosto 2012.
All'inizio del 2014 pubblica il singolo Where It's At (Yep, Yep), che anticipa l'uscita del suo secondo album, intitolato proprio Where It's At e uscito nel settembre 2014.
Il brano Seein' Red viene diffuso nel luglio 2016 e rappresenta il primo estratto dal suo terzo album in studio, ovvero Current Mood, uscito nel settembre 2017 dopo la pubblicazione di un altro singolo, Small Town Boy.
Nel marzo 2019, dopo un brano dal titolo Good Girl, fa uscire l'EP Ridin' Roads.
Nel gennaio 2020 è la volta dell'album Tullahoma, prodotto da Zach Crowell.

## Discografia

### Album in studio
- 2012 – Dustin Lynch
- 2014 – Where It's At
- 2017 – Current Mood
- 2020 – Tullahoma

### EP
- 2019 – Ridin' Roads